# Trzcianne
Trzcianne è un comune rurale polacco del distretto di Mońki, nel voivodato della Podlachia.
Ricopre una superficie di 331,64 km² e nel 2004 contava 4 737 abitanti.